# Lightyear (film)
A Lightyear 2022-es amerikai 3D-s számítógépes animációs kaland-akciófilm a Pixar Animation Studios és a Walt Disney Pictures gyártásában és a Walt Disney Studios Motion Pictures forgalmazásában. A film a Toy Story-filmsorozat spin-offjaként szolgál, a címadó űrhajós, Buzz Lightyear eredettörténeteként, aki a Toy Storyban szereplő, azonos nevű akciófigurát is ihlette. A filmet Angus MacLane, a Szenilla nyomában társrendezője jegyzi, a producere Galyn Susman, a forgatókönyvet MacLane-nel együtt Matthew Aldrich és Jason Headley írta. A címszereplő hangját Chris Evans kölcsönözte, míg a további szereplők hangjait Keke Palmer, Dale Soules, Taika Waititi, Peter Sohn, Uzo Aduba, James Brolin, Mary McDonald-Lewis, és Isiah Whitlock Jr. szolgáltatják.
Az Egyesült Államokban a film 2022. június 17-én debütált, míg Magyarországon egy nappal korábban, 2022. június 16-án került bemutatásra. A 2020-ban bemutatott Előre óta ez a Pixar első filmje, amely mozibemutatót kapott, miután a korábbi filmjeik rendre a Disney+ oldalán jelentek meg, a koronavírus-járvány miatt bevezetett mozikorlátozások miatt.

## Cselekmény
Buzz Lightyear, a Csillagbázis kiváló képesítésű űrjárőre titkos felderítésen veszt részt a Tikani Prime nevű bolygón, legjobb barátjával és parancsnokával, Alisa Hawthorne-el. A küldetés azonban kudarca fullad, és az űrhajó hajtóműve meghibásodik, emiatt a teljes legénység a bolygón ragad, amit ráadásul ellenséges lények laknak.
Egy év telik így, ez idő alatt a legénység kidolgozza a hajtómű működéséhez szükséges kristályfúziót, amellyel az űrhajó elérheti a hipersebességet és végre hazamehetnek. Buzz vállalkozik rá, hogy teszteli az új üzemanyagot egy négyperces próbarepüléssel. Az üzemanyag azonban instabillá válik, és amikor Buzz visszatér a bolygóra, kiderül, hogy négy perc helyett négy év telt el az idődilatáció miatt, ami a relativisztikus sebességgel történő utazás következménye.
A sikertelen kísérlet ellenére Buzz folytatja a próbarepüléseket, ám minden alkalommal újabb négy év telik el. Ez idő alatt a legénység belakja a bolygót, Alisha családot alapít, megöregszik, majd végül meghal. Az utóda, Burnside parancsnok leállítja Buzz kísérleteit, mert úgy véli, a bolygó most már alkalmas az életre, és a hazajutási kísérlet túl kockázatos. Buzz robotmacskája, Sox azonban kidolgozza a sikeres kristályfúzió képletét, így Buzz elköt egy űrsiklót, hogy tesztelje az üzemanyagot. A próbaút sikeres lesz, ám mire Buzz visszatér, addigra a bolygón eltelt 22 év. Ez idő alatt a bolygót megtámadta egy robothadsereg, élükön a titokzatos Zurg császárral.
Buzz találkozik Alisha felnőtt unokájával, Izzyvel, és a csapatával, egy rakás képzetlen, de jószándékú önkéntessel, akik próbálják megvédeni a lakosságot a robottámadásoktól. Buzz eleinte nem kér a segítségükből, de végül rájön, hogy a hasznukat veszi, ezért közösen kidolgoznak egy tervet, amivel feljuthatnak Zurg császár hajójára és megsemmisíthetik.
Miután a terv meghiúsul, a csapat szembekerül Zurggel, egy gigantikus méretű robottal, aki elrabolja Buzzt. Zurg felfedi, hogy ő valójában Buzz idősebb énje egy alternatív idősíkról, amelyben elmenekült a Tikani Prime-ról a sikeres próbarepülést követően. Eljutott egy olyan jövőbe, ahol a technológia rendkívül fejlett, és rájött, hogy a kristályfúzióval visszamehet az időben, és megakadályozhatja, hogy a legénység eleve a bolygóra menjen. Mivel az ő üzemanyaga nem volt elég erős, hogy visszamenjen az érkezés napjára, így szüksége van a Buzz által kifejlesztett verzióra. Buzz azonban rájön, hogy Alisha és a legénység többi tagja boldog életet élt a bolygón, és Zurg terve eltörölne mindent, ami itt történt, beleértve Izzyt és a barátait. Miután megtagadja az együttműködést, Zurg ellene fordul. Izzy, Mo, Darby és Sox közben feljutnak Zurg hajójára és aktiválják az önmegsemmisítést. A hajó felrobban, Zurg azonban elmenekül az üzemanyaggal. Buzz szétlövi a kristályokat, ezzel robbanáshullámot idéz elő, ami elpusztítja Zurg robotpáncélját, és feltehetően őt is.
Buzz és a csapata visszatérnek a bolygóra, ahol Burnside letartóztatja Buzzt engedetlenségért, ám röviddel utána elengedi, mert rájön, hogy Buzz rátermettségére szükség van a bolygó védelme érdekében. Kinevezi Buzzt az Univerzumvédelmi Egység új parancsnokának és szakképzett csapatot is ad melléje, de Buzz lemond róluk, mivel már van egy csapata. Buzz és a barátai innentől kezdve közösen járják a világűrt, és új kalandokat élnek át, mint csillagharcosok.
A stáblista alatti jelenetben kiderül, hogy Buzz jövőbeli énje túlélte a robbanást a Zurg-páncél belsejében, és bosszút tervez a Csillagbázis ellen.

## Szereplők
| Szereplő            | Eredeti hang        | Magyar hang       | Leírás                                                                                      |
| ------------------- | ------------------- | ----------------- | ------------------------------------------------------------------------------------------- |
| Buzz Lightyear      | Chris Evans         | Varga Gábor       | Fiatal tesztpilóta, akiből legendás csillagharcos lesz.                                     |
| Izzy Hawthorne      | Keke Palmer         | Staub Viktória    | Alisha unokája, akivel Buzz találkozik a jövőben.                                           |
| Sox                 | Peter Sohn          | Elek Ferenc       | Robotmacska, Buzz társa.                                                                    |
| Zurg császár        | James Brolin        | Borbiczki Ferenc  | Egy megszálló robothadsereg parancsnoka, valamint Buzz idősebb énje egy alternatív jövőből. |
| Mo Morrison         | Taika Waititi       | Karácsonyi Zoltán | A gyarmatvédelmi erők újonc tagja.                                                          |
| Darby Steel         | Dale Soules         | Halász Aranka     | Idős, feltételesen szabadlábra helyezett elítélt, akit besoroztak a gyarmatvédelmi erőkbe.  |
| Alisha Hawthorne    | Uzo Aduba           | Bánfalvi Eszter   | Buzz legjobb barátja és parancsnoka, valamint Izzy nagymamája.                              |
| IVAN                | Mary McDonald-Lewis | Solecki Janka     | Az Instant Veszélyanalizáló Navigátor, egy hangvezérelt robotpilóta Buzz űrhajójában.       |
| Airman Diaz         | Efren Ramirez       | Baráth István     | Buzz egyik ismerőse, képzett űrjárőr.                                                       |
| Burnside parancsnok | Isiah Whitlock Jr.  | Bognár Tamás      | Alisha utódja, a Csillagbázis parancsnoka.                                                  |
| Eric                | Angus MacLane       | Varga Rókus       | Egy nem túl eszes segédrobot, a gyarmatvédelmi erők egyik tagja.                            |

## Magyar változat
- Magyar szöveg: Blahut Viktor
- Szinkronrendező: Dobay Brigitta

A szinkront a Disney Character Voices International megbízásából az SDI Media Hungary készítette.

## A film szerepe aToy Storyvilágában
Angus MacLane elmondása szerint a Lightyear egy létező film a Toy Story világában. Mindig is úgy képzelte el, hogy ez volt az a film, ami a Buzz Lightyear akciófigurát ihlette.  Ez volt Andy kedvenc filmje, amikor kisgyerek volt, ez volt az első film, amit moziban látott, ezért meghatározó élmény maradt számára. MacLane, aki maga is nagy rajongója a sci-fi-műfajnak, mindig is érdekelt volt abban, hogy a Toy Story-filmekben bemutatott Buzz Lightyear-franchise min is alapszik, és miután a karakter háttértörténete rengeteg elemet merített a Csillagok háborúja-filmekből, arra gondolt, miért ne készíthetnének neki egy hasonlóan nagyszabású filmet. Galyn Susman producer egyébként azt is megerősítette, hogy a Toy Story világában a Lightyear nem animációs film, hanem élőszereplős. A film elején felbukkanó felirat szerint a Lightyear 1995-ben jelent meg (a Toy Story megjelenésének évében), vagyis ugyanabban az évben, amikor Andy a születésnapjára megkapta a saját Buzz Lightyear akciófiguráját.

## Utalások aToy Story-filmekre
A filmben számos olyan utalás látható, amelyek Buzz Lightyear a Toy Storyban már megismert személyiségére, szokásaira, vagy kalandjaira emlékeztetnek.
- Amikor Buzz a film elején megérkezik a Tikani Prime nevű bolygóra, ugyanazt a monológot mondja el, amit Toy Story első részében a Játék Buzz mondott, miután először megérkezett Andy szobájába.
- Buzz szállóigévé vált mondata („A végtelenbe és tovább”) ebben a filmben egy motivációs szöveg, amit Buzz és Alisha talált ki.
- Buzz azon szokása, hogy a hajónaplónak összegzi a vele történteket, a Toy Story valamennyi részében előfordult. A film szerint a hajónaplót valójában senki sem hallgatja, de Buzznak ez segít a koncentrálásban.
- Amikor Buzz előreugrik 22 évet az időben és a földetérés után megpróbálja értesíteni a Csillagbázist, ugyanazokat a szavakat használja, amiket Játék Buzz is mondott a Toy Story első részében.
- Buzz egyik mondata Alishának („Te gúnyt űzöl belőlem”) szintén a Toy Story első részéből származik. Buzz ugyanezt mondta Woodynak az egyik jelenetben.
- Amikor Buzz eligazítja a csapatát, egyikük véletlenül bekapcsolja az űrruha lézersugarát, amiért Buzz megdorgálja. A mondandója ugyanaz, amit Játék Buzz Rexnek is mondott a Toy Story első részében.
- Amikor Buzz találkozik a jövőbeli énjével, először azt hiszi, hogy Zurg valójában az apja. Ez utalás a Toy Story 2 egyik jelenetére, ahol Játék Zurg azt vallotta, hogy ő Buzz apja (ez valójában A Birodalom visszavág híres jelenetének paródiája, Darth Vader és Luke Skywalker között).
- Zurg és Buzz végső csatájának csúcspontja a Toy Story első két részét idézi. Amikor Zurg fegyvert szegez Buzzra és azt mondja, „Készülj a halálra!”, ugyanazokat a szavakat használja, mint a Toy Story 2-ben, mielőtt lezuhant a lift tetejéről. Buzz válaszul azt feleli, „Majd ha fagy!”. Ugyanezt mondta Woodynak is a Toy Story első részében, amikor megmentette mindkettejüket attól, hogy felrobbanjanak Sid rakétája miatt.
- A film végén Buzz megalapítja az Univerzumvédelmi Egységet. A Toy Story első részében többször azt hangoztatta, hogy ő az Univerzumvédelmi Egység elit osztagának a tagja.

## Zene
2022. január 25-én jelentették be, hogy Michael Giacchino fogja szerezni a film zenéjét; korábban ő szerezte a Toy Story TV-sorozat, a Toy Story – Terror! (2013; szintén MacLane rendezte) és a Toy Story – Elfeledett világ (2014) című filmek zenéjét is.